# Łewkowyczi (przystanek kolejowy)
Łewkowyczi (ukr. Левковичі) – przystanek kolejowy w pobliżu miejscowości Łewkowyczi, w rejonie czernihowskim, w obwodzie czernihowskim, na Ukrainie. Leży na linii Semychody (Czarnobylska Elektrownia Jądrowa) - Czernihów.